# Katarzyna Maria Szołtysek
Katarzyna Maria Szołtysek – polska inżynier, dr hab., profesor nadzwyczajny Instytutu Chemii i Technologii Żywności Wydziału Inżynierii Produkcji Uniwersytetu Ekonomicznego we Wrocławiu.

## Życiorys
Obroniła pracę doktorską, następnie uzyskała stopień doktora habilitowanego. Została zatrudniona na stanowisku profesora w Katedrze Analizy Jakości na Wydziale Inżynieryjnym i Ekonomicznym Akademii Ekonomicznej im. Oskara Langego we Wrocławiu.
Piastowała stanowisko profesora nadzwyczajnego w Instytucie Chemii i Technologii Żywności na Wydziale Inżynieryjnym i Ekonomicznym Uniwersytetu Ekonomicznego we Wrocławiu.
Była kierownikiem w Katedrze Analizy Jakości na Wydziale Inżynieryjnym i Ekonomicznym Akademii Ekonomicznej im. Oskara Langego we Wrocławiu, oraz członkiem Komitetu Nauk o Finansach na I Wydziale Nauk Humanistycznych i Społecznych Polskiej Akademii Nauk.